# ريان تايلور (مصارع رياضي)
ريان تايلور (بالإنجليزية: Ryan Taylor)‏ هو مصارع محترف أمريكي، ولد في 26 يناير 1987 في Phelan, California ‏ في الولايات المتحدة.

## روابط خارجية
- ريان تايلور على موقع CageMatch worker (الإنجليزية)
- ريان تايلور على موقع قاعدة بيانات المصارعة على الإنترنت (الإنجليزية)
- ريان تايلور على موقع قاعدة بيانات المصارعة على الإنترنت (الإنجليزية)